# Pietraferrazzana
Pietraferrazzana är en ort och kommun i provinsen Chieti i regionen Abruzzo i Italien. Kommunen hade 129 invånare (2018).